# Chinese Paladin 6
Chinese Paladin 6, auch bekannt als The Legend of Sword and Fairy 6 (仙剑奇侠传六; 仙劍奇俠傳六; Xiānjiàn Qíxiá Zhuàn Liǜ) oder Sword and Fairy 6 (仙劍六), ist ein Action-Rollenspiel, das von Softstar Entertainment entwickelt wurde.
Der Nachfolger The Legend of Sword and Fairy 7 wurde 2021 veröffentlicht.

## Handlung
Die Handlung von Chinese Paladin 6 ist an die chinesische Mythologie angelehnt. Die Hauptfigur, Yue Jinzhao, findet sich in einer Welt voller Geheimnisse und Gefahren wieder. Als der tragische Held muss er sich durch eine Vielzahl von Herausforderungen kämpfen, um das Schicksal der Welt zu beeinflussen. Jeder Charakter hat seine eigene Hintergrundgeschichte, Motivation und Persönlichkeit. Von tapferen Kämpfern bis zu geheimnisvollen Magiern bietet das Spiel eine Vielfalt an Figuren.

## Spielprinzip
Chinese Paladin 6 soll erfahrene Spieler als auch Neulinge ansprechen. Spieler können Fähigkeiten und Magie einsetzen, um Gegner zu bekämpfen. Auch Erkundung und das Lösen von Rätseln spielen eine Rolle.

## Rezeption
Das Spiel erhielt laut Metacritic mit einer aggregierten Wertung von 55 von 100 Punkten „gemischte bis durschschnittliche“ Kritiken der westlichen Spielepresse.